# Ali Zantouny
Ali Zantouny est un footballeur et entraîneur libyen.

## Biographie
Ali Zantouny est un footballeur des années 1950. Il est l'un des premiers joueurs de l'histoire à participer au sein de la sélection libyenne aux Jeux panarabes de 1953 en Égypte. Sous la houlette de Massoud Zantouny, Ali participe le 29 juillet 1953 au premier match de l'équipe nationale face à l'Égypte. Le match se termine par une défaite écrasante de la Libye, elle reste de nos jours la plus large défaite de la sélection. Mais c'est aussi dans ce match que Ali réussit à inscrire le premier penalty de l'histoire de la sélection[réf. nécessaire]. La sélection libyenne continue ensuite la compétition en prenant finalement la 3e place du tournoi. 
Il se reconvertit ensuite pendant un petit moment en tant qu'entraîneur puisqu'il prend la tête de la sélection libyenne quelques mois en 1968. Mohammed El-Khamisi lui succède ensuite à la tête de la sélection.